# عملية أرتميس
قالب:Campaignbox Ituri Conflict
قالب:Campaignbox Conflict in Congo
عملية أرتميس، المعروفة رسميًا باسم قوة الاتحاد الأوروبي في جمهورية الكونغو الديمقراطية، كانت مهمة عسكرية قصيرة الأجل يقودها الاتحاد الأوروبي ومرخصة من الأمم المتحدة إلى جمهورية الكونغو الديمقراطية خلال نزاع إيتوري. تعتبر العملية أول عملية عسكرية يقودها الاتحاد الأوروبي، وهي أول عملية مستقلة للاتحاد الأوروبي، وأول مهمة استجابة سريعة للاتحاد الأوروبي، وأول عملية خارج أوروبا، وأول عملية تطبق مبدأ الدولة الإطارية والمثال الأول على «عملية الترحيل»، أجريت بالتعاون بين الاتحاد الأوروبي والأمم المتحدة.   أدى نشر قوات الاتحاد الأوروبي بسرعة إلى تقليل حدة النزاع. لقد كانت أول مهمة عسكرية مستقلة للاتحاد الأوروبي خارج أوروبا وعلامة بارزة في تطوير سياسة الأمن والدفاع الأوروبية.

## خلفية
خلال حرب الكونغو الثانية، وقع نزاع إيتوري في منطقة إيتوري بجانب بحيرة ألبرت والحدود الأوغندية. نشب نزاع إيتوري بين مجموعتين عرقيتين غير حكوميتين منظمتين بشكل غير رسمي، هما ليندو وهيما، والتي تسببت في مقتل آلاف الأشخاص بحلول عام 2003. 

### القتال في نزاع إيتوري 2003
في عام 2003، كانت ميليشيات ليندو وهيما تقاتل للسيطرة على المدينة بعد انسحاب القوات الأوغندية بعد توقيع اتفاق السلام، وهربت الشرطة الكونغولية.  أثناء المناقشات المتعلقة بنشر قوة دولية، كان دبلوماسيون في مجلس الأمن الدولي واعين لتكرار الإبادة الجماعية في رواندا عام 1994.  في أعقاب سلسلة من المذابح، بما في ذلك هجوم بوغورو في شباط / فبراير 2003، وتقارير بعثة الأمم المتحدة في جمهورية الكونغو الديمقراطية بشأن الانتهاكات الجسيمة لحقوق الإنسان، اعتمد مجلس الأمن القرار 1484 في 30 أيار / مايو 2003 وأذن بنشر قوة طوارئ مؤقتة متعددة الجنسيات بقيادة فرنسية في العاصمة الإقليمية بونيا. 

### بعثة مراقبي الأمم المتحدة وانسحاب القوات الأوغندية
في بداية عام 2003، قامت فرقة مراقبي بعثة الأمم المتحدة الموجودة في البلد منذ عام 1999 برصد المعارك الخطيرة وانتهاكات حقوق الإنسان في مقاطعة إيتوري حيث كان الصراع في إيتوري يتكشف خلال السنوات الأربع الماضية .
أدى انسحاب 7000 جندي أوغندي في أبريل 2003 إلى تدهور الوضع الأمني في منطقة إيتوري، مما عرض للخطر عملية السلام في جمهورية الكونغو الديمقراطية.  في أبريل 2003، تم نشر 800 جندي أوغندي في بونيا وتوفي مراقب في انفجار لغم. في مايو 2003، قتل مراقبان عسكريان على يد إحدى المليشيات.

## التدخل
دعا الأمين العام كوفي عنان إلى تشكيل ونشر قوة مؤقتة متعددة الجنسيات في المنطقة حتى يتم تعزيز بعثة الأمم المتحدة التي أُضعفت. في 30 مايو 2003، اعتمد مجلس الأمن القرار 1484 الذي يسمح بنشر قوة طوارئ مؤقتة متعددة الجنسيات في بونيا مهمتها تأمين المطار وحماية الأشخاص المشردين داخليًا في المخيمات والمدنيين في المدينة.
كانت الحكومة الفرنسية قد أبدت بالفعل اهتمامًا بقيادة العملية. وسرعان ما توسعت إلى مهمة يقودها الاتحاد الأوروبي مع فرنسا باعتبارها «الدولة القائدة» التي توفر الجزء الأكبر من الأفراد (900 من 1400 جندي)  واستكملت بمساهمات من كل من الاتحاد الأوروبي والدول غير الأعضاء فيه. وكانت القوة مدعومة بالطائرات الفرنسية المتمركزة في مطاري نجامينا وعنتيبي. تمت إضافة مجموعة صغيرة من القوات الخاصة السويدية. 
- القوات العسكرية: بلجيكا، البرازيل، كندا، فرنسا، اليونان، جنوب إفريقيا، السويد، المملكة المتحدة[بحاجة لمصدر]
- موظفو المقر الرئيسي: النمسا، قبرص، المجر، أيرلندا، إيطاليا، لوكسمبورغ، هولندا، البرتغال، إسبانيا، ألمانيا

تم إطلاق عملية أرتميس في 12 يونيو وأكملت القوة انتشارها في الأسابيع الثلاثة التالية. نجحت القوة في استقرار الوضع في بونيا وتعزيز وجود الأمم المتحدة في جمهورية الكونغو الديمقراطية. وفي 1 أيلول / سبتمبر 2003، سُلمت مسؤولية أمن المنطقة إلى بعثة الأمم المتحدة. وسبق أن تم تمديد عدد الأفراد المصرح لهم في بعثة الأمم المتحدة بموجب القرار 1493.
بعد الانتشار السريع لحوالي 1800 جندي في المنطقة في يونيو 2003، تم تأمين بونيا لكن المذابح استمرت في الريف. 

## الأهمية
بحلول ديسمبر 2003 ، كان أحد الأطراف المتحاربة الرئيسية في المنطقة، اتحاد الوطنيين الكونغوليين قد انقسم وانخفض القتال في المنطقة بشكل كبير.  كانت أرتميس أول مهمة عسكرية مستقلة للاتحاد الأوروبي خارج أوروبا - وهي معلم هام في تطوير سياسة الأمن والدفاع الأوروبية. 

## فهرس
- András István Türke ، La géopolitique des premières Mission de lʻUnion européenne en Afrique، Paris : L`Harmattan، 2016 [2)
- Türke ، András István ، عملية ARTEMIS في جمهورية الكونغو الديمقراطية ، تحليلات CERPESC ، 07 / AF / 02/2008 - 21 يناير 2008